# Stadion 700-lecia w Środzie Wielkopolskiej
Stadion 700-Lecia w Środzie Wielkopolskiej posiada 4 boiska piłkarskie trawiaste (jedno główne i trzy treningowe), jedno wymiarowe boisko ze sztuczną nawierzchnią do hokeja na trawie, jedno niewymiarowe boisko ze sztuczną nawierzchnią i halę sportową.